# 199
Glej tudi: število 199
199 (CXCIX) je bilo navadno leto, ki se je po julijanskem koledarju začelo na ponedeljek.

## Dogodki
- 1. januar

## Smrti
- - Galen, rimsko-grški zdravnik, pisec in filozof (* 129)